# Dissomeria
Dissomeria es un género con dos especies de plantas perteneciente a la familia Salicaceae.

## Taxonomía
Dissomeria fue descrita por Hook.f. ex Benth. y publicado en Niger Flora 362, en el año 1849. La especie tipo es: Dissomeria crenata Hook. f. ex Benth.  

## Especies
- Dissomeria crenata
- Dissomeria glanduligera